# Scotophaeus parvioculis
Scotophaeus parvioculis är en spindelart som beskrevs av Embrik Strand 1906. Scotophaeus parvioculis ingår i släktet Scotophaeus och familjen plattbuksspindlar.
Artens utbredningsområde är Etiopien. Inga underarter finns listade i Catalogue of Life.